# 4C문화
4C문화는 신세대 네티즌의 문화를 대변하는 컴퓨터(Computer), 비판(Criticism), 변화(Change), 사이버 미팅(Cyber-Metting)을 지칭하는 말이다. 신세대 네티즌들은 컴퓨터를 생활 필수품으로 느낄 만큼 컴퓨터 문화에 익숙해 있고 컴퓨터 통신과 인터넷을 통해 형성된 풍부한 정보와 지식으로 자신의 의견을 적극적으로 표현하는 비판 문화를 갖고 있음을 표방한다.